# Adamów Drwalewski
Adamów Drwalewski is een plaats in het Poolse district  Grójecki, woiwodschap Mazovië. De plaats maakt deel uit van de gemeente Chynów en telt 60 inwoners.